# Соснова (притока Пізі)
Сосно́ва (рос. Соснова) — річка в Чайковському районі Пермського краю, Росія, права притока Пізі.
Річка починається за 2 км на південний схід від села Засічний. Протікає верхньою течією на південь, потім повертає на південний схід, за 1 км від гирла повертає на схід. Впадає до Пізі за 1 км вище гирла річки Велика Уса. Лівий берег середньої течії заболочений. Верхня та нижня течії заліснені. Приймає декілька дрібних приток.
На річці розташовані села Маракуші та Сосново. В останньому та між селами збудовано автомобільні мости.